# Les Cendres du passé (film, 1916)
Pour les articles homonymes, voir Les Cendres du passé et Cenere.
Les Cendres du passé (Cenere) est un film muet italien réalisé en 1916 par Febo Mari.
Il est adapté du roman Braises de 1904 de l'écrivain prix Nobel sarde Grazia Deledda. Il s'agit de l'unique film de la vedette de théâtre italienne Eleonora Duse.

## Synopsis
Rosalia Derios est une femme célibataire vivant dans un village sarde, abandonnée par son amant avant la naissance de leur fils, qu'elle nomme Anania. Réalisant qu'elle ne sera pas en mesure d'élever l'enfant correctement, elle laisse la pleine garde d'Anania à son ancien amant. Cependant, elle confie le garçon avec une amulette sacrée. Anania devient adulte et conserve l'amulette et, hanté par l'absence de la mère, il tente de la retrouver à tout prix. Finalement il retrouve sa mère qui ne peut pas tenir le choc de la réunification avec son fils adulte et se tue.

## Distribution
- Eleonora Duse : Rosalia Derios
- Febo Mari : Anania
- Nietta Mordeglia
- Ettore Casarotti
- Ilda Sibiglia

## Production
Lorsque Eleonora Duse a été sollicité en 1916 pour apparaître dans une adaptation cinématographique de Cenere, elle avait été absente de la scène pendant sept ans.
Duse a co-écrit le scénario de Cenere avec Febo Mari, directeur et co-star . Le film a été tourné sur une période de quatre mois à différents endroits de la Sardaigne.
Duse a d'abord cru que Cenere lui ouvrirait une nouvelle carrière au cinéma. Mais en voyant le film terminé, elle est déçue à la fois par la production et de sa performance. « J'ai fait la même erreur que presque tout le monde a fait, mais quelque chose de tout à fait différent est nécessaire et je suis trop vieille pour cela. N'est-ce pas dommage ? ». Duse écrit à la chanteuse française Yvette Guilbert lui demandant « de ne pas aller voir cette chose stupide, parce que vous ne trouverez rien, ou presque rien, de moi dans ce film ».